# 신트외스타티위스섬

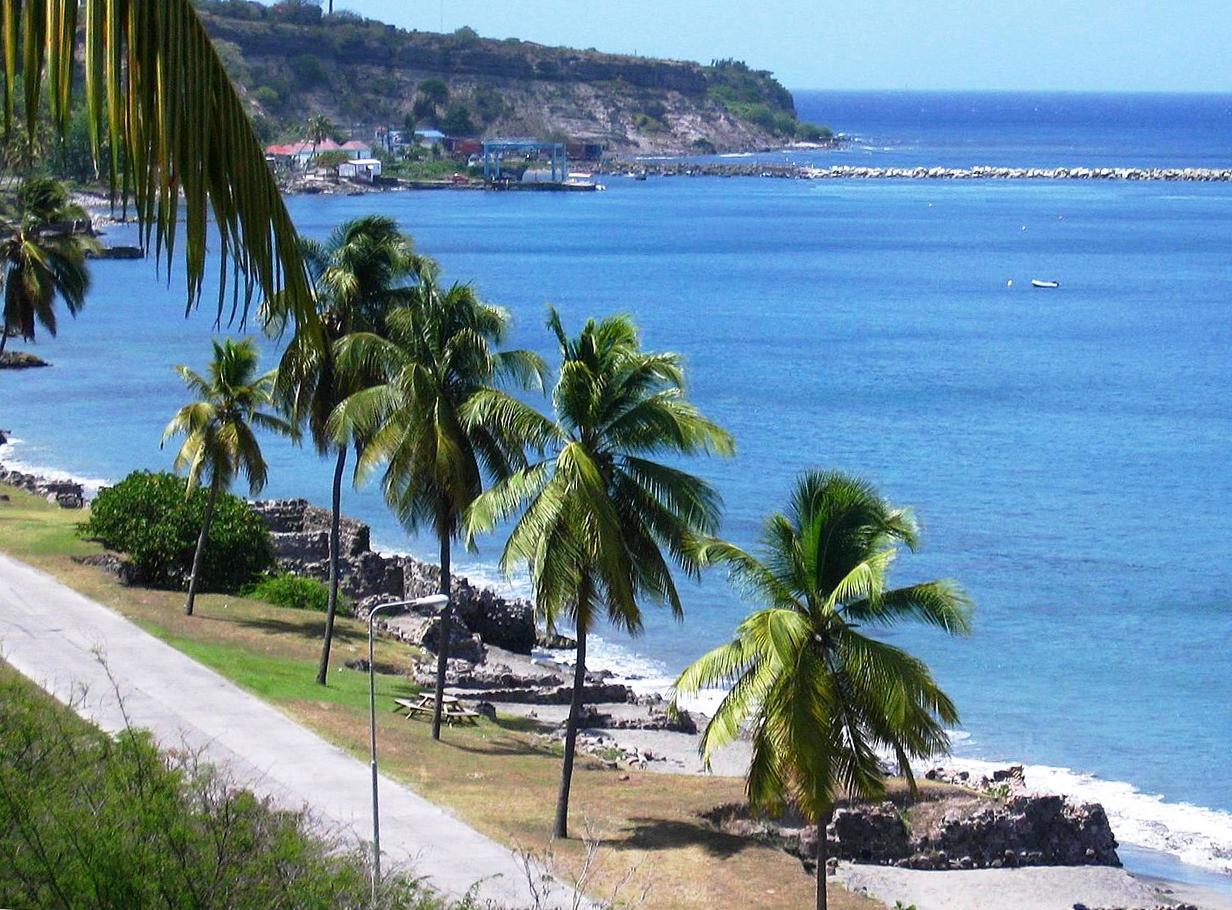
수도 오라녜스타트의 전경

신트외스타티위스섬(네덜란드어: Sint Eustatius [sɪnt øːˈstaːtsijʏs][*])은 카리브해에 위치한 네덜란드의 섬이다. 수도는 오라녜스타트이다.

## 역사
과거 카리브족이 살던 흔적이 있으며 1595년 유럽인에 최초로 발견되었다. 17세기부터 유럽인 정착이 시작되었으며 네덜란드, 영국, 프랑스 사이에서 섬의 종주권이 21번이나 바뀌었다. 네덜란드 서인도 회사가 자유항으로서 발전시켜 노예 무역의 중간 거점이 되었다.
1776년 신생 독립국인 미국의 브리그선 앤드루 도리아(Andrew Doria) 호가 대륙기를 게양하고 네덜란드 식민 당국과 예포를 주고 받았는데, 이는 미국의 독립이 국제적으로 승인된 최초의 사례 중 하나였다. 영국은 이를 심각하게 받아들이고 1781년 선전포고하여 신트외스타티위스섬을 일시 점령하기도 했다. 1816년 신트외스타티위스는 네덜란드 통치로 돌아갔다. 1863년 노예제가 공식 폐지되었다.
1954년 네덜란드령 안틸레스로 자치권을 얻었다가 2010년 안틸레스 자치령이 해체된 이후 네덜란드의 특별 자치체가 되었다. 2011년 미국 달러를 공식 통화로 채택했다.

## 문화

### 언어
공용어는 네덜란드어이나 일상 생활이나 교육 현장에서는 영어 또는 영어 기반 크리올이 압도적으로 많이 사용된다. 인구의 52% 이상의 2개 이상의 언어를 병용한다. 가장 널리 사용되는 것은 영어(92.7%), 네덜란드어(36%), 스페인어(33.8%), 파피아멘투어(10.8%)이다.

### 종교
인구의 대부분은 기독교 신자이다. 2018년 인구조사 결과 감리교 28.6%, 로마 가톨릭 23.7%, 제칠일안식일예수재림교 17.8%, 오순절교회 7.2%, 성공회 2.6%로 나타났다.

### 스포츠
신트외스타티위스섬에서 인기 있는 스포츠는 축구, 농구, 소프트볼, 수영, 풋살이다. 인구가 적은 관계로 가입된 스포츠 협회는 신트외스타티위스 배구 협회와 ECVA, NORCECA 이렇게 단 세 곳 밖에 없다. 1

## 같이 보기
- 카리브 네덜란드
- F. D. 루스벨트 공항